# Atletico Piombino
Atletico Piombino (wł. Atletico Piombino Società Sportiva Dilettantistica) – włoski klub piłkarski, mający siedzibę w mieście Piombino, w środkowej części kraju, grający od sezonu 2020/21 w rozgrywkach Eccellenza Toscana.

## Historia
Chronologia nazw:
- 1921: Unione Sportiva Piombinese
- 1922: Unione Sportiva Sempre Avanti – po fuzji klubów US Piombinese i SG Sempre Avanti
- 1938: klub rozwiązano
- 1945: Unione Sportiva Piombino
- 2004: klub rozwiązano
- 2004: Atletico Piombino S.r.l.

Klub sportowy US Piombinese został założony w miejscowości Piombino w 1921 roku. W 1922 roku po fuzji z miejscowym Società Ginnastica Sempre Avanti, który powstał w 1908, klub przyjął nazwę US Sempre Avanti. Początkowo zespół rozgrywał mecze towarzyskie, a w 1924 dołączył do FIGC. W sezonie 1924/25 zespół debiutował w rozgrywkach Terza Divisione Toscana (D3). Po reorganizacji systemu ligi w 1926 i wprowadzeniu najwyższej klasy, zwanej Divisione Nazionale poziom Terza Divisione został obniżony do czwartego stopnia. W 1928 zespół awansował do Seconda Divisione Nord (D3). W sezonie 1929/30 po podziale najwyższej dywizji na Serie A i Serie B poziom Seconda Divisione został zdegradowany do czwartego stopnia. W 1931 uzyskał promocję do Prima Divisione Nord (D3). W 1935 po wprowadzeniu Serie C i kolejnej reorganizacji systemu lig klub został zakwalifikowany do niej. Sezon 1937/38 zakończył na 15.miejscu w grupie D Serie C i został zdegradowany do Prima Divisione Toscana, ale potem zrezygnował z dalszych występów z powodu kłopotów finansowych i zawiesił działalność.
Po zakończeniu II wojny światowej, klub wznowił działalność w 1945 roku i z nazwą US Piombino został zakwalifikowany do Prima Divisione Toscana (D4). W 1946 awansował do Serie C, a w 1951 do Serie B. W 1954 spadł z powrotem do Serie C, a w 1956 do IV Serie, która w 1957 zmieniła nazwę na Campionato Interregionale - Seconda Categoria, a w 1959 na Serie D. Sezon 1961/62 zespół spędził w Prima Categoria Toscana, ale po roku wrócił do Serie D. W 1969 został zdegradowany do Promozione Toscana. W 1977 zespół awansował do Serie D. Przed rozpoczęciem sezonu 1978/79 Serie C została podzielona na dwie dywizje: Serie C1 i Serie C2, wskutek czego Serie D została obniżona do piątego poziomu. W 1980 roku klub został oddelegowany do Promozione Toscana. W 1983 otrzymał promocję do Campionato Interregionale. Rok później spadł z powrotem Promozione Toscana, a w 1985 do Prima Categoria Toscana (D7). W 1987 wrócił do Promozione Toscana. Sezon 1988/89 zespół spędził w Prima Categoria Toscana, ale po roku wrócił do Promozione Toscana. W 1992 awansował do Eccellenza Toscana (D6). W 1995 spadł do Promozione Toscana, w 1999 do Prima Categoria Toscana, a w 2001 do Seconda Categoria Toscana. Sezon 2003/04 zajął 6.miejsce w grupie F Seconda Categoria Toscana, ale potem z powodu ekonomicznych ogłosił upadłość i został rozwiązany.
W 2004 roku powstał nowy klub o nazwie Atletico Piombino S.r.l., który startował w sezonie 2004/05 w rozgrywkach Terza Categoria Toscana (D10). W 2005 klub został promowany do Seconda Categoria Toscana, w 2007 do Prima Categoria Toscana, w 2013 do Promozione Toscana, a w 2014 do Eccellenza Toscana. Przed rozpoczęciem sezonu 2014/15 wprowadzono reformę systemy lig, wskutek czego Eccellenza awansowała na piąty poziom. W 2019 spadł do Promozione Toscana, ale po roku wrócił do Eccellenza Toscana.

## Barwy klubowe, strój
|  |  |

Klub ma barwy niebiesko-czarne. Zawodnicy domowe spotkania zazwyczaj grają w pasiastych pionowo niebiesko-czarnych koszulkach, czarnych spodenkach oraz czarnych getrach.

## Sukcesy

### Trofea międzynarodowe
Nie uczestniczył w rozgrywkach europejskich (stan na 31-05-2020).

### Trofea krajowe
| \| \| Zdobyte trofea w rozgrywkach Włoch (stan na: 31-08-2020) \| |                                                          |      |          |
| Rozgrywki                                                         | Osiągnięcie                                              | Razy | Sezon(y) |
| · Mistrzostwo                                                     | I miejsce                                                | 0    |          |
| · Mistrzostwo                                                     | II miejsce                                               | 0    |          |
| · Mistrzostwo                                                     | III miejsce                                              | 0    |          |
| · Puchar                                                          | zdobywca                                                 | 0    |          |
| · Puchar                                                          | finalista                                                | 0    |          |
| · Puchar                                                          | 1/32 finału                                              | 1    | 1935/36  |
| II liga                                                           | I miejsce                                                | 0    |          |
| II liga                                                           | II miejsce                                               | 0    |          |
| II liga                                                           | III miejsce                                              | 0    |          |
| II liga                                                           | 6.miejsce                                                | 1    | 1951/52  |
| Włochy                                                            | Zdobyte trofea w rozgrywkach Włoch (stan na: 31-08-2020) |      |          |

- Seconda Divisione Nord/Serie C (D3):
  - mistrz (2x): 1947/48 (D), 1950/51 (C)
  - wicemistrz (3x): 1935/36 (D), 1946/47 (D), 1949/50 (C)
  - 3.miejsce (1x): 1928/29 (G)

## Piłkarze, trenerzy, prezydenci i właściciele klubu

### Prezydenci
...
- 1936–1938:  Alfredo Maglio

...
- od 2007:  Massimiliano Spagnesi

## Struktura klubu

### Stadion
Klub piłkarski rozgrywa swoje mecze domowe na Stadio Magona d'Italia w mieście Piombino o pojemności 2500 widzów.

### Derby
- Sporting Cecina 1929
- UC Cuoiopelli
- Venturina
- Rosignano Sei Rose